# Anastasia Huppmann
Anastasia Huppmann (* 16. November 1988 in Tver in der Sowjetunion) ist eine russisch-österreichische Konzertpianistin.

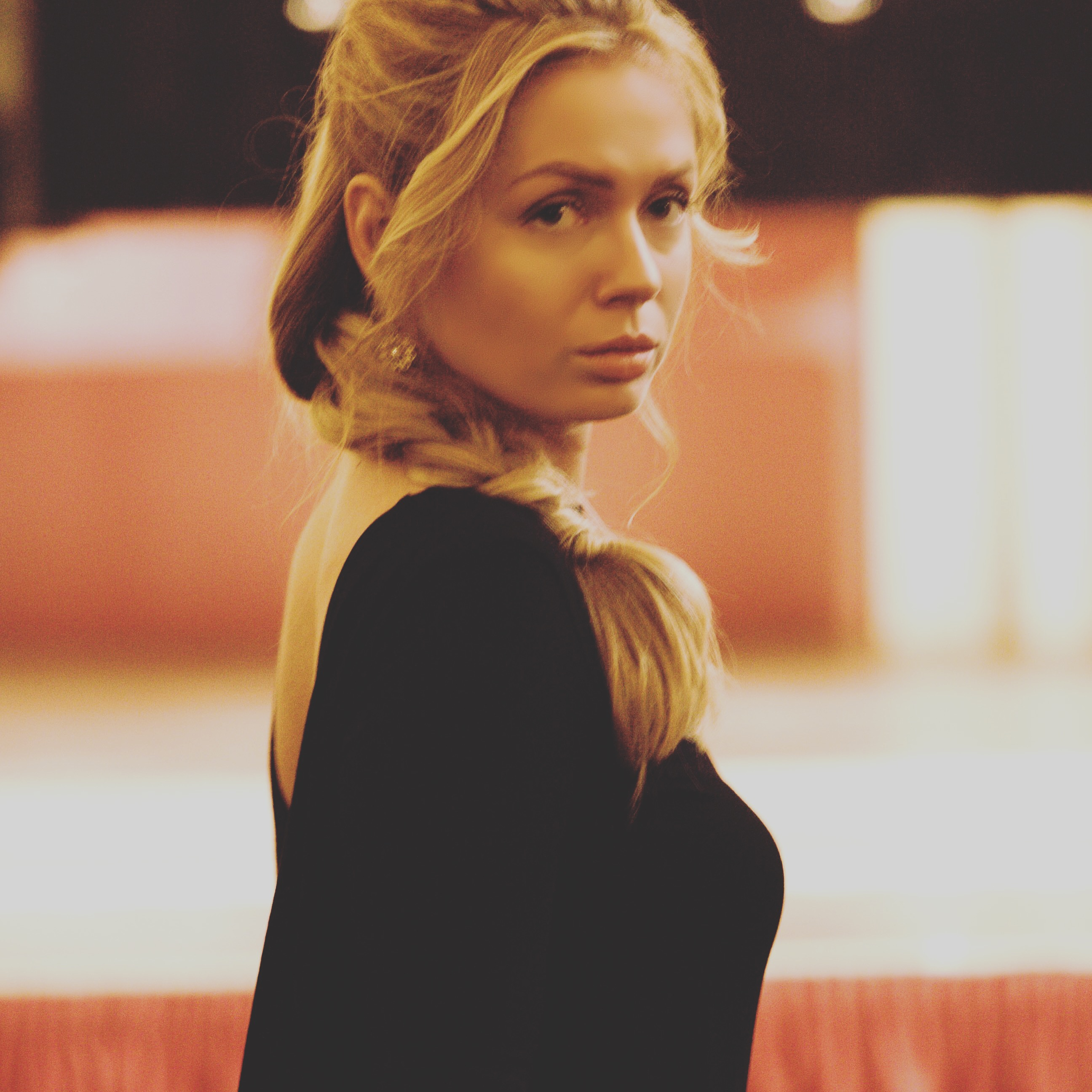
Anastasia Huppmann (2016)

## Leben
Huppmann spielt seit ihrem fünften Lebensjahr Klavier. Sie studierte an der Staatlichen Akademie für Musik in Rostow am Don von 2003 bis 2008, von 2009 bis 2011 studierte sie an der Musik und Kunst Privatuniversität der Stadt Wien und von 2011 bis 2012 war sie Schülerin von Karl-Heinz Kämmerling in seinen Soloklassen an der Hochschule für Musik und Theater Hannover. Huppmann lebt in Wien, Österreich.
Neben der vorliegenden Diskografie hat Huppmann eine Kollektion ausgewählter Werke auf ihrem YouTube-Kanal veröffentlicht.

## Auszeichnungen
- 2005: 1. Platz XXI Century Wettbewerb (Ukraine)[1]
- 2009: 1. Platz Professor Dichter Wettbewerb (Österreich)[1]
- 2009: Blüthner Sonderpreis im Rahmen des Erika Chary Wettbewerbs (Österreich)[1]
- 2009: 3. Platz, ohne Vergabe des 1. Platzes Osaka International Piano Competition (Japan)
- 2011: 1. Platz XI Concorso Pianistico Internationale „Vietri sul Mare – Costa Amalfitana“ (Italien)
- 2011: 1. Platz IXth Premio di Esecuzione Pianistica Internationale „Antonio Napolitano“ Citta di Salerno (Italien)
- 2011: 1. Platz XIV Grand Prix International ‚Jeunes Talents’, Festival de Piano, Montrond-les-Bains (Frankreich)

## Diskografie

### Auf Tonträgern
Es existiert ein von einem Label produzierter Tonträger:
- 2016: Chopin/Liszt (Gramola)[2]

### Ausschließlich bei Online-Musikdiensten
Seit 2014 werden zusätzlich Alben aus Eigenproduktion bei Online-Musikdiensten vertrieben:
- 2014: Travel through three centuries[3][4][5][6][7]
- 2019: Chopin: Live in Austria[3][4][5][6][8]

sowie weitere, kleinere Sammlungen, die auf Streamingportalen als EP oder Single vermarktet werden.